# Gustav Harteneck
Gustav Harteneck född 27 juli 1892 i Landau in der Pfalz, död 7 februari 1984 i Grosshesselohe nära München, var en tysk militär. Harteneck befordrades till generalmajor i februari 1942 och till general i kavalleriet i september 1944. Han erhöll Riddarkorset av järnkorset i september 1944. 
Harteneck var
- befälhavare för 9. kavalleriregementet november 1938 - augusti 1939
- operationschef vid generalstaben för 1. armén augusti 1939 – november 1940
- chef för generalstaben vid XXVII. armékåren november 1940 – oktober 1941
- chef för generalstaben vid 2. armén oktober 1941 – november 1943
- till överbefälhavarens förfogande november 1943 - februari 1944
- befälhavare för 72. infanteridivisionen mars - juni 1944
- befälhavare för I. kavallerikåren juni 1944 – maj 1945

Harteneck var i krigsfångenskap maj 1945 – 1947.